# Сан Микеле ин Теверина (Витербо)
Сан Микеле ин Теверина је насеље у Италији у округу Витербо, региону Лацио.
Према процени из 2011. у насељу је живело 207 становника. Насеље се налази на надморској висини од 313 м.